# Milan Milanović (allenatore di calcio)
Milan Milanović (in serbo Милан Милановић?; Belgrado, 10 gennaio 1963) è un allenatore di calcio ed ex calciatore serbo, tecnico del Tobyl.

## Carriera
Ha cominciato la carriera di allenatore guidando la squadra bosniaca del Laktasi.
Nella stagione 2011-2012 è inizialmente un collaboratore tecnico, assumendo poi la guida della squadra moldava in prima persona guidandola anche in alcune partite di qualificazione alla UEFA Champions League.
Nel 2012 passa ad allenare i croati dell'Hajduk Kula.

## Palmarès

### Club

#### Competizioni nazionali
- Campionato moldavo: 1

Sheriff Tiraspol: 2011-2012